# (4406) Mahler
(4406) Mahler (1987 YD1) – planetoida z pasa głównego asteroid okrążająca Słońce w ciągu 5,61 lat w średniej odległości 3,16 j.a. Odkryta 22 grudnia 1987 roku.